# Puchar Świata w biegach narciarskich 1975/1976
Sezon 1975/1976 Pucharu Świata w biegach narciarskich rozpoczął się 20 grudnia 1975 r. w szwajcarskim Davos, a zakończył się 13 marca 1976 roku w stolicy Norwegii, Oslo. Była to trzecia w historii, nieoficjalna seria zawodów w biegach narciarskich zorganizowana przez Międzynarodową Federację Narciarską (FIS).
Najważniejszym punktem sezonu były igrzyska olimpijskie w Innsbrucku, zaplanowane w dniach 4 - 15 lutego 1976 roku. Zawody te były jednocześnie częścią Pucharu Świata. 
Startowali tylko mężczyźni. W nieoficjalnej klasyfikacji generalnej zwyciężył Juha Mieto z Finlandii. 

## Kalendarz i wyniki
| Lp.                                                   | Miejscowość   | Dystans          | Data             | 1. miejsce                                                                | 2. miejsce                                                                  | 3. miejsce                                                                    |
| ----------------------------------------------------- | ------------- | ---------------- | ---------------- | ------------------------------------------------------------------------- | --------------------------------------------------------------------------- | ----------------------------------------------------------------------------- |
| 1.                                                    | Davos         | 30 km            | 20 grudnia 1975  | Thomas Magnuson                                                           | Magne Myrmo                                                                 | Oddvar Brå                                                                    |
| 2.                                                    | Davos         | Sztafeta 3x10 km | 21 grudnia 1975  | Norwegia Magne Myrmo · Ivar Formo · Oddvar Brå                            | Szwajcaria Franz Renggli · Albert Giger · Alfred Kälin                      | Czechosłowacja František Šimon · Milan Jarý · Ján Michalko                    |
| 3.                                                    | Oslo          | 15 km            | 3 stycznia 1976  | Oddvar Brå                                                                | Aleksandr Jurasow                                                           | Juha Mieto                                                                    |
| 4.                                                    | Kastelruth    | 30 km            | 6 stycznia 1976  | Gert-Dietmar Klause                                                       | Franz Renggli                                                               | Jürgen Wolf                                                                   |
| 5.                                                    | Le Brassus    | 15 km            | 10 stycznia 1976 | Magne Myrmo                                                               | Jean-Paul Pierrat                                                           | Alfred Kälin                                                                  |
| 6.                                                    | Le Brassus    | Sztafeta 4x10 km | 11 stycznia 1976 | Norwegia Lars Erik Eriksen · Tore Gullen · Øyvind Sandholt · Magne Myrmo  | Szwajcaria Franz Renggli · Eduard Hauser · Albert Giger · Alfred Kälin      | Włochy Giancarlo Gubetta · Ugo Bonesi · Tonio Biondini · Ulrico Kostner       |
| 7.                                                    | Reit im Winkl | 15 km            | 17 stycznia 1976 | Arto Koivisto                                                             | Gert-Dietmar Klause                                                         | Bill Koch                                                                     |
| 8.                                                    | Reit im Winkl | Sztafeta 3x10 km | 18 stycznia 1976 | Finlandia Arto Koivisto · Eero Väisänen · Juha Mieto                      | Francja Gérard Verguet · Daniel Drezet · Jean-Paul Pierrat                  | NRD Dieter Meinel · Gerhard Grimmer · Gert-Dietmar Klause                     |
| 9.                                                    | Ramsau        | 30 km            | 24 stycznia 1976 | Ivar Formo                                                                | Arto Koivisto                                                               | Bill Koch                                                                     |
| 10.                                                   | Ramsau        | Sztafeta 4x10 km | 25 stycznia 1976 | Norwegia Odd Martinsen · Magne Myrmo · Ivar Formo · Oddvar Brå            | Finlandia Matti Pitkänen · Juhani Repo · Arto Koivisto · Juha Mieto         | Czechosłowacja František Šimon · Milan Jarý · Jiří Beran · Stanislav Henych   |
| Zimowe Igrzyska Olimpijskie 1976 (4 - 15 lutego 1976) |               |                  |                  |                                                                           |                                                                             |                                                                               |
| 11.                                                   | Innsbruck     | 30 km            | 5 lutego 1976    | Siergiej Sawieljew                                                        | Bill Koch                                                                   | Iwan Garanin                                                                  |
| 12.                                                   | Innsbruck     | 15 km            | 8 lutego 1976    | Nikołaj Bażukow                                                           | Jewgienij Bielajew                                                          | Arto Koivisto                                                                 |
| 13.                                                   | Innsbruck     | Sztafeta 4x10 km | 12 lutego 1976   | Finlandia Matti Pitkänen · Juha Mieto · Pertti Teurajärvi · Arto Koivisto | Norwegia Pål Tyldum · Einar Sagstuen · Ivar Formo · Odd Martinsen           | ZSRR Jewgienij Bielajew · Nikołaj Bażukow · Siergiej Sawieljew · Iwan Garanin |
| 14.                                                   | Innsbruck     | 50 km            | 14 lutego 1976   | Ivar Formo                                                                | Gert-Dietmar Klause                                                         | Benny Södergren                                                               |
| 15.                                                   | Falun         | 30 km            | 27 lutego 1976   | Ivar Formo                                                                | Juha Mieto                                                                  | Arto Koivisto                                                                 |
| 16.                                                   | Falun         | Sztafeta 4x10 km | 28 lutego 1976   | Finlandia Aimo Isometsä · Juha Mieto · Juhani Repo · Arto Koivisto        | Szwecja Benny Södergren · Tommy Limby · Sven-Åke Lundbäck · Thomas Magnuson | Norwegia Einar Sagstuen · Pål Tyldum · Odd Martinsen · Ivar Formo             |
| 17.                                                   | Lahti         | 15 km            | 5 marca 1976     | Juha Mieto                                                                | Jewgienij Bielajew                                                          | Arto Koivisto                                                                 |
| 18.                                                   | Lahti         | 50 km            | 7 marca 1976     | Siergiej Sawieljew                                                        | Juha Mieto                                                                  | Oddvar Brå                                                                    |
| 19.                                                   | Oslo          | 15 km            | 11 marca 1976    | Arto Koivisto                                                             | Juha Mieto                                                                  | Magne Myrmo                                                                   |
| 20.                                                   | Oslo          | 50 km            | 13 marca 1976    | Sven-Åke Lundbäck                                                         | Juha Mieto                                                                  | Arto Koivisto                                                                 |

## Klasyfikacje
| Lp. | Zawodnik            | Punkty |
| --- | ------------------- | ------ |
| 1.  | Juha Mieto          | 133    |
| 2.  | Arto Koivisto       | 131    |
| 3.  | Ivar Formo          | 124    |
| 4.  | Magne Myrmo         | 118    |
| 5.  | Gert-Dietmar Klause | 97     |
| 6.  | Oddvar Brå          | 92     |
| 7.  | Juhani Repo         | 87     |
| 8.  | Bill Koch           | 83     |
| 9.  | Iwan Garanin        | 81     |
| 10. | Franz Renggli       | 77     |
| 11. | Odd Martinsen       | 76     |
| 12. | Georg Zipfel        | 73     |
| 13. | Siergiej Sawieljew  | 68     |
| 14. | Sven-Åke Lundbäck   | 63     |
| 15. | Gerd Heßler         | 57     |